# Unzmarkt-Frauenburg
Unzmarkt-Frauenburg là một đô thị thuộc huyện Judenburg trong bang Steiermark, nước Áo. Đô thị Unzmarkt-Frauenburg có diện tích 36,55 km², dân số cuối năm 2005 là 745 người.